# 小米加步槍
小米加步槍是关于中国共产党领导中国人民解放军在第二次国共内战期间，依靠简陋装备，最终打败中華民國政府领导、装备精良的国军，取得中国大陆执政权的舆论观点。1946年8月，毛泽东在与美国记者安娜·路易斯·斯特朗谈话中即提出这一观点。
中华人民共和国建国后，这一观点深植人心。通常形容为，中共靠小米加步枪打败了美式装备的八百万国军。更有说法扩大范围，将第一次国共内战起至朝鲜战争，所有中共军队的胜利归于此。有作者认为，小米加步枪仅是解放军以劣势装备战胜优势装备的国军的比喻，并不符合第二次国共内战中，大规模运动战、防御战和城市攻坚战的实际情况。亦有作者指出，这一观点回避了苏联政府在第二次国共内战期间军事援助中国共产党。虽然中共高层中的陈云、胡乔木等人曾肯定苏联军事援助之重要，但因政治敏感，中国学界长期回避苏联军事援助之史實。
中共的反对者则将小米加步枪这一观点归入中共为获得执政合法性而“自编的神话”之一。

## 小米与步枪
小米是中国北方山区因缺水而不得已种植的耐旱低产农作物。在抗日战争和解放战争初期，八路军的主要控制范围即在太行、北岳、滨海、冀鲁豫等山区；不同于在南方八省活动的新四军，小米（非大米、非玉米、非高粱）正是八路军当时于其根据地能获取的主要食物来源，实为八路军抗战时期的资源特色；至八路军挺进东北后，获取了关东军旧装备，亦无需再以小米为食。另一方面，由于中国社会在1940年代长期陷入恶性通货膨胀。中共政权为减少通货膨胀影響个人生活水平，建立起以粮食、生活用品为计量单位的工资发放形式，即“米本位”。小米是“米本位”中，最为广泛的标准物。
自1941年国民政府于百团大战后中止了供應八路军槍彈糧餉，“小米与步枪”这一说法亦成为八路军在其后艰苦抗战中极少数可获取的资源的代表。中国共产党宣传的是，其作战主力八路军自抗战起，以小米加步枪（当然还有粗陋的土制地雷、手榴弹）进行游击战，取得了比国军飞机加大炮更有效的抗战效果；并最终成功在日占区巩固了中国共产党抗日根据地，配合国军正面作战于日军后方袭扰，并坚持到抗战胜利且在随后辽沈战役反击并击败了国军。
1945年8月，毛泽东在延安干部会议上的演講中指斥美國：「现在我们有的是小米加步枪，你们有的是面包加大炮。你们爱撑蒋介石的腰就撑，愿撑多久就撑多久。不过要记住一条，中国是什么人的中国？中国绝不是蒋介石的，中国是中国人民的。总有一天你们会撑不下去！」 由此可見，「小米」相對的是「麵包」，「步槍」相對的是「大炮」，「小米加步槍」是一種抽象的說法，代表革命群眾雖然補給缺乏、武器低劣，但不畏強敵、死磕到底的精神情操。

## 解放军装备与苏联军援
1945年10月，基于反对美国势力进入东北的战略考量，苏军开始積極支持中共占据东北。更多的證據顯示，若沒有現代化火砲，中共不可能贏得內戰，在內戰後期國軍70%的傷亡都是現代化火砲造成的。中國史家楊奎松虽然不认同苏联的帮助和援助决定了国共内战胜负的观点，但同意苏联援助“极大地缩短了中共中央原先预计的彻底战胜国民党的时间表”。东北解放战争中苏联转交的武器大约有枪40—50万支，各种炮约2000门。东北野战军更在大连建立军工企业，大量生产炮弹支援关内解放区作战。淮海战役中解放军消耗的20万炮弹，大都来自大连兵工厂。依靠这些军事援助，在东北的林彪部队人数急剧增长，兵种也进一步增多：1947年9月发展到48万人，1948年发展到105万人。中共將領粟裕就曾表示淮海戰役的勝利離不開老山東人民的小推車和大連生產的炮彈。除了枪支弹药和火炮之外，进入东北的中共部队还获得了多架日军留下的飞机，並以此為基礎建立航校。
反觀在內戰過程中，國民政府所獲美援極其有限，美國政府不斷下達禁運令，1946年8月18日，美國杜鲁门政府发布了军火禁运的行政命令，國民政府更是雪上加霜，直到1947年5月的10个月中，国军都未能从美英等国获得军火物资。1947年5月26日美國解除了对华军火禁运，但禁运的影响并没有因此而消除。1948年《援华法案》的4.36亿美元是蒋介石败退台湾之前获得的最后一笔大额援助，但對戰局已於事無補。共產黨在接受了蘇共巨額軍事援助後，實力已超過國軍。解放军在济南战役使用了500余门火炮，锦州战役使用了600余门火炮，天津战役使用了1230门火炮。1948年10月5日，徐向前兵团发起太原战役，這場戰役持續半年，國軍閻部凭借险要地形、坚固工事和强大火力顽强反抗，解放軍久攻不下，次年4月，解放軍太原前线一共集结了3个炮兵师，拥有各类火炮1233门，加上缴获的阎部火炮，数量超过1300门，24日晨5时，向阎部城内主阵地猛烈轰击，4天後太原终告淪陷。

## 备注
1. ↑  第二次国共内战期间，解放军共消灭550万国军、250万非正规军[2]。
2. ↑  国民政府在当时仅名义上拥有大连市，实际是苏联占领区，中共政权控制占领区周边的大连县。